# Distrito de Quichuay
El distrito de Quichuay es uno de los veintiocho que conforman la provincia de Huancayo, ubicada en el departamento de Junín 
en el centro del Perú.
Dentro de la división eclesiástica de la Iglesia Católica del Perú, pertenece a la Arquidiócesis de Huancayo

## Historia
Fue creado por Ley del 24 de noviembre de 1955, en el segundo gobierno del Presidente Manuel A. Odría.

## Geografía
Tiene una superficie de  34,79 km².

## Capital
Tiene como capital al poblado de Quichuay.

## Autoridades

### Municipales
- 2015-2018[2]
  - Alcalde: Rosalba Frida Salazar Oré, Partido Alianza para el Progreso (APP).
  - Regidores: Wilder Leoncio Torpoco Huayta (APP), Pedro Francisco Mantari Torpoco (APP), Saturnino Genaro Huamanchaqui Córdova (AP), Luz María Páez Camarena (AP), Félix Fernando Hinostroza Orellana (Acción Popular).
- 2011-2014[3][4]
  - Alcalde: Abel Jesús Chirinos Chacón, Acción Popular (AP).
  - Regidores: Roxana Porras Ortiz (AP), Federico Cirilo Huayta Villalba (AP), Nélida Malpica Mantari (AP), Vicente Félix Ramos Mayta (AP), María Genoveva Cotera Malpica (Junín Sostenible).
- 2007-2010
  - Alcalde: Gonzalo Alfonso Párraga Camarena.

### Religiosas
- Arquidiócesis de Huancayo[5]
  - Arzobispo de Huancayo: Mons. Pedro Barreto Jimeno, SJ.
- Parroquia[6]
  - Párroco: Preb. .